# Thomas Partey
Thomas Teye Partey (Odumase Krobo, 13 de junio de 1993) es un futbolista ghanés que juega de centrocampista en el Villarreal C. F. de la Primera División de España y en la selección de fútbol de Ghana.

## Trayectoria

### Atlético de Madrid B
Tras entrenar unos días en las categorías inferiores del C. D. Leganés, llegó al filial rojiblanco en 2012 (manteniendo el club pepinero el 50 % de sus derechos), y tras dos cesiones a la U. D. Almería y R. C. D. Mallorca firmó su primer contrato con el Atlético de Madrid hasta 2015 con una cláusula de rescisión de 6 millones de euros.  Realizó una notable temporada a las órdenes de Alfredo Santaelena. El entrenador madrileño depositó en él su confianza y fue una pieza indiscutible en el equipo al comenzar la misma.
El 10 de marzo entró en una convocatoria del primer equipo, sin llegar a debutar, contra la Real Sociedad en el Estadio Vicente Calderón con un resultado final favorable al equipo vasco de 0-1.

### Cesiones
Fue cedido al R. C. D. Mallorca en 2013. Durante esa temporada disputó 37 encuentros, anotando 5 tantos para el club balear. Sin embargo, no se consiguió el principal objetivo, que era el de devolver al equipo a la máxima categoría, ya que estuvo más cerca bajar a Segunda B.
El 27 de julio de 2014 el jugador ghanés y el Atlético de Madrid, llegaron a un acuerdo con la U. D. Almería para jugar cedido una temporada en el conjunto almeriense y así ganar experiencia en la Primera División de España. Debutó como titular y completo el partido entero en la primera jornada en un empate 1 a 1 ante el R. C. D. Espanyol. Al finalizar la temporada el equipo no consiguió el objetivo y acabó descendiendo a Segunda División.

### Atlético de Madrid
Durante la pretemporada 2015-16, el entrenador del equipo decidió que Thomas permaneciera en la primera plantilla del equipo y no fuera cedido una vez más. El debut con el club rojiblanco se produjo el 28 de noviembre de 2015 en la victoria por uno a cero ante el R. C. D. Espanyol correspondiente a la decimotercera jornada de Liga, Thomas entró al campo en el minuto 57 en sustitución de Luciano Vietto. El 2 de enero de 2016 Thomas marca el gol que le da la victoria al Atlético de Madrid, en partido ante el Levante U. D. (1-0). Una jornada antes dio el pase a Correa para dar la victoria al Atleti en el último minuto en el partido que le enfrentó con el Rayo Vallecano. Finalmente el equipo finaliza tercero en liga, es subcampeón de la Liga de Campeones (cayendo en la final ante el Real Madrid en los penaltis) y llega hasta cuartos de final en Copa del Rey.
En la siguiente temporada, la 2016-17, realiza una temporada donde juega un total de 24 partidos y anota un gol (ante Las Palmas). El Atlético finaliza tercero en liga, es semifinalista de Copa del Rey y de Liga de Campeones. La temporada se vio afectada a nivel de clubes por su participación con Ghana en la Copa Africana de Naciones en enero de 2017.
El 15 de julio de 2017 el Atlético ejecutó la opción de compra, por 6 millones de euros, del 40 % de los derechos del jugador sobre el 50 % que tenía el C. D. Leganés, manteniendo éstos aún un 10 %. Thomas comienza la temporada 2017-18 en un gran estado de forma. El 26 de agosto de 2017 marca su primer gol de la temporada en la goleada 5 a 1 como visitantes en casa de Las Palmas jugando el partido entero y marcando el quinto tanto. Tras asentarse en la titularidad en varios partidos vuelve a marcar gol, esta vez en Copa del Rey frente al Elche C. F. en el empate de su equipo a un gol. Marcaría el día 31 de octubre su primer gol en Liga de Campeones en otro empate de su equipo esta vez ante el Qarabag F. K., donde Thomas marca un gol por la escuadra para conseguir el empate.
El 4 de noviembre de 2017 le dio la victoria a su equipo en el último minuto, por 0-1 frente al Deportivo con un gol de tiro libre. Finalmente Thomas terminó la temporada con un gol más ante Las Palmas, habiendo disputado 49 partidos y marcando 5 goles. Tuvo minutos en la final de la Liga Europa donde se proclamó campeón. En liga finalizaría subcampeón y en copa llegó hasta cuartos de final.
Tras el verano, la temporada 2018-19 comenzó con un nuevo título para el Atleti, tras ganar la Supercopa de Europa al Real Madrid (2-4) donde jugó toda la prórroga. En la temporada su primer gol llegaría en septiembre ante el S. D. Huesca en la victoria por 3-0. Volvería a marcar ante el Athletic Club en la victoria 3-2 en noviembre y ante el Deportivo Alavés con un gol por la escuadra en marzo de 2019.

### Arsenal F. C.
El 5 de octubre de 2020 el conjunto madrileño anunció su marcha al Arsenal F. C. después de que el equipo inglés pagara su cláusula de rescisión. Estuvo cinco temporadas, en las que marcó nueve goles en 167 partidos, y dejó el club al término de la temporada 2024-25 al expirar su contrato.
A los pocos días de quedar libre, fue acusado con cinco cargos de violación y uno de agresión sexual a un total de tres mujeres por hechos acontecidos en 2021 y 2022. El 5 de agosto fue puesto en libertad bajo fianza y dos días después firmó por un año con el Villarreal C. F.

## Selección nacional
Debutó con la selección absoluta de Ghana el 5 de junio de 2016, en un partido frente a Mauricio. En enero de 2017 participó con Ghana en la Copa Africana de Naciones, donde su selección acabó como cuarta clasificada tras caer en semifinales ante Camerún y ante Burkina Faso en el partido por el tercer puesto. El 1 de septiembre de 2017 marcó su primer gol con la selección en un partido ante República del Congo y el 5 de septiembre marcó ante el mismo rival un hat-trick con la selección.

### Participaciones en la Copa Africana de Naciones
| Copa                           | Sede    | Resultado        | Partidos | Goles |
| ------------------------------ | ------- | ---------------- | -------- | ----- |
| Copa Africana de Naciones 2017 | Gabón   | Cuarto lugar     | 5        | 0     |
| Copa Africana de Naciones 2019 | Egipto  | Octavos de final | 4        | 1     |
| Copa Africana de Naciones 2021 | Camerún | Primera fase     | 3        | 0     |

## Estadísticas

### Clubes
Actualizado al último partido disputado el 25 de mayo de 2025.
| Club | Div.          | Temporada     | Liga  | Liga  | Copas nacionales(1) | Copas nacionales(1) | Torneos internacionales(2) | Torneos internacionales(2) | Total | Total | Media goleadora |
| Club | Div.          | Temporada     | Part. | Goles | Part.               | Goles               | Part.                      | Goles                      | Part. | Goles | Media goleadora |
| --- | ------------- | ------------- | ----- | ----- | ------------------- | ------------------- | -------------------------- | -------------------------- | ----- | ----- | --------------- |
| Atlético de Madrid "B" · España | 2.ª B         | 2012-13       | 33    | 4     | ―                   | ―                   | ―                          | ―                          | 33    | 4     | 0.12            |
| Atlético de Madrid "B" · España | Total club    | Total club    | 33    | 4     | ―                   | ―                   | ―                          | ―                          | 33    | 4     | 0.12            |
| R. C. D. Mallorca · España | 2.ª           | 2013-14       | 37    | 5     | 1                   | 0                   | ―                          | ―                          | 38    | 5     | 0.13            |
| R. C. D. Mallorca · España | Total club    | Total club    | 37    | 5     | 1                   | 0                   | ―                          | ―                          | 38    | 5     | 0.13            |
| U. D. Almería · España | 1.ª           | 2014-15       | 31    | 4     | 1                   | 0                   | ―                          | ―                          | 32    | 4     | 0.13            |
| U. D. Almería · España | Total club    | Total club    | 31    | 4     | 1                   | 0                   | ―                          | ―                          | 32    | 4     | 0.13            |
| Atlético de Madrid · España | 1.ª           | 2015-16       | 13    | 2     | 5                   | 1                   | 5                          | 0                          | 23    | 3     | 0.13            |
| Atlético de Madrid · España | 1.ª           | 2016-17       | 16    | 1     | 2                   | 0                   | 6                          | 0                          | 24    | 1     | 0.04            |
| Atlético de Madrid · España | 1.ª           | 2017-18       | 33    | 3     | 3                   | 1                   | 14                         | 1                          | 50    | 5     | 0.1             |
| Atlético de Madrid · España | 1.ª           | 2018-19       | 32    | 3     | 3                   | 0                   | 7                          | 0                          | 42    | 3     | 0.07            |
| Atlético de Madrid · España | 1.ª           | 2019-20       | 35    | 3     | 3                   | 0                   | 8                          | 1                          | 46    | 4     | 0.09            |
| Atlético de Madrid · España | 1.ª           | 2020-21       | 3     | 0     | ―                   | ―                   | ―                          | ―                          | 3     | 0     | 0               |
| Atlético de Madrid · España | Total club    | Total club    | 132   | 12    | 16                  | 2                   | 40                         | 2                          | 188   | 16    | 0.08            |
| Arsenal F. C. Inglaterra | 1.ª           | 2020-21       | 24    | 0     | 1                   | 0                   | 8                          | 0                          | 33    | 0     | 0               |
| Arsenal F. C. Inglaterra | 1.ª           | 2021-22       | 24    | 2     | 2                   | 0                   | ―                          | ―                          | 26    | 2     | 0.08            |
| Arsenal F. C. Inglaterra | 1.ª           | 2022-23       | 33    | 3     | 1                   | 0                   | 6                          | 0                          | 40    | 3     | 0.08            |
| Arsenal F. C. Inglaterra | 1.ª           | 2023-24       | 14    | 0     | 1                   | 0                   | 1                          | 0                          | 16    | 0     | 0               |
| Arsenal F. C. Inglaterra | 1.ª           | 2024-25       | 35    | 4     | 5                   | 0                   | 12                         | 0                          | 52    | 4     | 0.08            |
| Arsenal F. C. Inglaterra | Total club    | Total club    | 130   | 9     | 10                  | 0                   | 27                         | 0                          | 167   | 9     | 0.05            |
| Villarreal C. F. · España | 1.ª           | 2025-26       | 0     | 0     | 0                   | 0                   | 0                          | 0                          | 0     | 0     | 0               |
| Villarreal C. F. · España | Total club    | Total club    | 0     | 0     | 0                   | 0                   | 0                          | 0                          | 0     | 0     | 0               |
| Total carrera | Total carrera | Total carrera | 363   | 34    | 28                  | 2                   | 67                         | 2                          | 458   | 38    | 0.08            |
| (1) Incluye datos de Copa del Rey (2013-2020), FA Cup (2020-), Copa de la Liga de Inglaterra (2021-) y Community Shield (2023). (2) Incluye datos de la Liga de Campeones de la UEFA y Liga Europa de la UEFA. |               |               |       |       |                     |                     |                            |                            |       |       |                 |

### Tripletes
| Partidos en los que anotó tres o más goles | Partidos en los que anotó tres o más goles | Partidos en los que anotó tres o más goles | Partidos en los que anotó tres o más goles | Partidos en los que anotó tres o más goles | Partidos en los que anotó tres o más goles | Partidos en los que anotó tres o más goles |
| N.º                                        | Fecha                                      | Estadio                                    | Partido                                    | Goles                                      | Resultado                                  | Competición                                |
| ------------------------------------------ | ------------------------------------------ | ------------------------------------------ | ------------------------------------------ | ------------------------------------------ | ------------------------------------------ | ------------------------------------------ |
| 1                                          | 5 de septiembre de 2017                    | Stade Olympique, Brazzaville               | Congo - Ghana                              |                                            | 1 - 5                                      | Eliminatorias Mundial 2018                 |

## Palmarés

### Campeonatos nacionales
| Título                     | Club               | País       | Año  |
| -------------------------- | ------------------ | ---------- | ---- |
| Primera División de España | Atlético de Madrid | España     | 2021 |
| Community Shield           | Arsenal F. C.      | Inglaterra | 2023 |

### Campeonatos internacionales
| Título                 | Club               | Sede   | Año  |
| ---------------------- | ------------------ | ------ | ---- |
| Liga Europa de la UEFA | Atlético de Madrid | Lyon   | 2018 |
| Supercopa de Europa    | Atlético de Madrid | Tallin | 2018 |

## Vida privada
Nacido como Thomas Partey cambió su nombre de pila a Yakubu al convertirse al Islam.